# ثيمة قبرص
ثيمة قبرص (باليونانية: θέμα Κύπρου، ثيما كيبرو) كانت مقاطعة عسكرية مدنية بيزنطية في جزيرة قبرص، تأسست في ستينيات القرن العاشر بعد استعادة الإمبراطورية البيزنطية لقبرص. قبل ذلك، كانت الجزيرة عبارة عن عمارات بيزنطية عربية لمدة ثلاثة قرون، باستثناء فترات قصيرة من حين لآخر حيث احتلتها أي من السلطتين. في عام 1191 سقطت قبرص بعد الحملة الصليبية الثالثة على يد ريتشارد الأول ملك إنجلترا.

## التاريخ
تمردات الحكام الموضوعيين، ثيوفيلوس إيروتيكوس عام 1042 والرابسومات عام 1091، فشلت، وسرعان ما تم إخضاعها من قبل القوات الإمبراطورية.  نجت الجزيرة من الدمار الذي خلفته خسارة الأناضول وظلت مسالمة ومزدهرة نسبيًا خلال مطلع القرن الثاني عشر. أثناء حصار أنطاكية، إحدى معارك الحملة الصليبية الأولى، تلقى الجيش الصليبي الإمدادات من قبرص التي كانت تحت السيطرة البيزنطية.
في ربيع عام 1156، تعرضت الجزيرة لهجوم من قبل أرناط و ثوروس الثاني أمير أرمينيا. كانت الجزيرة يحكمها جون دوكاس كومنينوس، الذي بقي مع جزء من الحامية المحلية في نيقوسيا. بينما قاد الجنرال مايكل براناس قوة لمواجهة الغزاة. تم إرجاع براناس نحو نيقوسيا، وقاد جون قافلة لإنقاذه. هُزم البيزنطيون مرة أخرى، وتم أسر كل من جون وبراناس. ثم قام الفرنجة والصليبيون المنتصرون بنهب الجزيرة على نطاق واسع، ولم يستثنوا الكنائس أو الأديرة. وعلى حد تعبير المؤرخ ستيفن رونسيمان، "أُحرقت المحاصيل، وجُمعت القطعان مع جميع السكان، وتم اقتيادهم إلى الساحل. واغتصبت النساء، وقطعت حناجر الأطفال والقوم الذين لم يتمكنوا من الحركة". واستمر اغتصاب اهل الجزيرة لمدة ثلاثة أسابيع، قبل أن يصعد رينالد وثوروس على متن سفينتهما ومعهما غنائمهما وسجناءهما، ويغادران. وتفاقم الدمار بسبب آثار زلزال حماة عام 1157، والغارة البحرية الفاطمية عام 1158.
أعلن إسحاق كومنينوس نفسه "إمبراطورًا"، وبسط سيطرته على الجزيرة في عام 1185. ومع ذلك، دمرت العواصف التي ابتليت بها الحملة الصليبية الثالثة سفينتين من أسطول ريتشارد الأول ملك إنجلترا قبالة قبرص عام 1187. وصلت سفينة ثالثة - تحمل أخته جوان وخطيبته بيرنغاريا إلى ميناء ليماسول، لكن عداء إسحاق المعروف لجميع "الفرنجة" يعني أنها جلست في البحر. ترسو في الميناء، وتخشى جوان أن الوصول إلى الشاطئ يعني القبض عليها واحتجازها للحصول على فدية. وصلت سفن ريتشارد بعد أسبوع في الثامن من مايو، وغزا الجزيرة بسبب غضبه من ظروف النساء ومعاملتهن حاصر نيقوسيا، وهزم إسحاق في تريميتوسيا، وأصبح حاكم الجزيرة لكنه باعها. أرسله إلى فرسان الهيكل عام 1191 لتمويل ديونه ومواصلة العمل في الحملة الصليبية.

## روابط خارجية
1. ↑  Gregory (1991).
2. ↑  Runciman 1952، صفحة 347.